# Fier-Shegan
Fier-Shegan is een plaats en voormalige gemeente in de stad (bashkia) Lushnjë in de prefectuur Fier in Albanië. Sinds de gemeentelijke herindeling van 2015 doet Fier-Shegan dienst als deelgemeente en is het een bestuurseenheid zonder verdere bestuurlijke bevoegdheden. De plaats telde bij de census van 2011 7023 inwoners.